# Myagrum
Myagrum là chi thực vật có hoa trong họ Cải.